# Bøfsandwich
Il Bøfsandwich (in danese: "sandwich di bistecca") è una variante danese del panino con hamburger.

## Storia
Comparsi per la prima volta nel 1949, gli hamburger danesi sono oggi serviti nei chioschi degli hot dog, e nei punti di ristoro, formali e non, di tutta la Danimarca.

## Caratteristiche
Il Bøfsandwich si prepara mettendo, all'interno di un pane soffice tagliato in due, un disco di carne macinata, salse, (ketchup, senape, rémoulade), cetrioli sottaceto, e cipolle crude e/o fritte. Nello Jutland, il Bøfsandwich contiene le barbabietole e la salsa gravy, che viene versata direttamente sul panino.